# Georg Leibbrandt
Georg Leibbrandt (Hoffnungsthal, 6 de septiembre de 1899 - Bonn, 16 de junio de 1982), fue un burócrata y diplomático alemán que perteneció al Partido Nacionalsocialista Obrero Alemán (NSDAP), ocupando cargos relevantes en la Oficina de Asuntos Exteriores del Partido Nazi (APA) y el Ministerio del Reich para los Territorios Ocupados del Este, en calidad de experto de cuestiones relacionadas con Rusia. Ambas agencias estaban al mando del ideólogo nazi Alfred Rosenberg. Leibbrandt fue un participante de la Conferencia de Wannsee, en 1942.  En el período de la posguerra, se inició un proceso penal contra él, pero finalmente fue absuelto por falta de pruebas.

## Biografía
Nacido en 1899 en la población de Hoffnungsthal, actualmente Tsébrikove, cerca de Odesa (Ucrania), en el seno de una familia de alemanes étnicos. Estudió en Dorpat (actual Tartu, Estonia) y Odesa Posteriormente se fue Alemania a realizar sus estudios superiores.
En 1918 estudió teología en Alemania, tomando también clases de filología e historia. En 1927, fue galardonado con un Ph.D. Viajó a través de la Unión Soviética durante los años 1926, 1928 y 1929. Durante sus visitas, fue representado de diversas maneras, como doctor en filosofía, estudiante de posgrado, profesor de historia de la Universidad de Leipzig y como empleado del Deutsches Ausland Institute, ubicado en Stuttgart. Los propósitos oficiales de sus visitas fueron el estudio de la historia del desarrollo de los alemanes del Mar Negro y la recopilación de información histórica. Como resultado de su trabajo, fue publicado en Alemania un libro sobre el movimiento de emigrantes alemanes. Leibbrandt poseía un gran talento para los idiomas. Posteriormente, con una beca Rockefeller, reanudó sus estudios en París y los Estados Unidos entre 1931 y 1933. Mientras estuvo en los EE.UU mantuvo contacto activo con los alemanes de Rusia que también habían emigrado a América.
En 1933 Leibbrandt aceptó una petición de Alfred Rosenberg para regresar a Alemania. Ese mismo año se afilió al Partido Nacionalsocialista Obrero Alemán (NSDAP). Más tarde fue nombrado director de la División Este de la Oficina de Política Exterior del NSDAP. Asimismo también fue puesto a cargo de la propaganda antisoviética y anticomunista. Cuando la Unión Soviética fue invadida por Alemania en 1941 y se creó el Ministerio para los Territorios Ocupados del Este, Rosenberg nombró a le nombró para dirigir el Departamento Político. Así pues, Leibbrandt se convirtió en el enlace para los grupos de emigrantes ucranianos, caucásicos y rusos, entre otros.
Leibbrandt fue uno de los asistentes a la Conferencia de Wannsee, en 1942, como representante del Ostministerium junto con Alfred Meyer. En el verano de 1943, por razones desconocidas, dejó dicho ministerio y se unió a la Kriegsmarine.
Tras el final de la Segunda Guerra Mundial fue arrestado por los Aliados, permaneciendo así en un régimen de internamiento entre 1945 y 1948. En enero de 1950 fue acusado formalmente de haber estado involucrado en el asesinato masivo de judíos. Sin embargo, su caso fue desestimado el 10 de agosto por falta de pruebas suficientes y finalmente fue puesto en libertad.
Durante la posguerra regresó a los Estados Unidos y reanudó así su estudios sobre los alemanes rusos, contribuyendo de forma especial a la Landsmannschaft der Deutschen aus Russland. Falleció en Bonn en 1982 a los 82 años de edad.